# Zawierzbie (Sainte-Croix)
Pour les articles homonymes, voir Zawierzbie.
Zawierzbie est une localité polonaise de la gmina de Samborzec, située dans le powiat de Sandomierz en voïvodie de Sainte-Croix.